# Johann Jacob Cramer
Johann Jacob Cramer (Sucha, 1705 – Mannheim, 1770 fou un compositor alemany.
Cap de la família Cramer alemanys, es distingí com a flautista i ingressà en l'orquestra particular de l'elector a palau. Alguns dels seus descendents com en Wilhelm s'establiren a Anglaterra. Pertanyia a l'Escola de Mannheim. La seva filla Maria Anna Cramer, es va casar amb el fundador de la nissaga Moralt.